# Epiplema plicata
Epiplema plicata är en fjärilsart som beskrevs av Pieter Cornelius Tobias Snellen 1877. Epiplema plicata ingår i släktet Epiplema och familjen Uraniidae. Inga underarter finns listade i Catalogue of Life.